# Tiszteletcímer
A tiszteletcímer a fejedelmek által valamilyen jeles tett vagy esemény tiszteletére kitüntetésképpen adományozott címer, melynek ábrái az adott eseményre vagy tettre emlékeztetnek. Nagyrészt megegyezik az engedménycímer fogalmával.
Névváltozatok: megtisztelő czímerek (Bárczay 34.)

de: Ehrenwappen

Rövidítések

Magyarországon talán ide sorolható Erődy Simon címere, aki a mohácsi vész után Szapolyai János híve volt és jutalmul Tót-, Horvát- és Dalmátország bánja lett. Talán ezért látható a család grófi címerének 2. és 3. mezőjében a Szlavónia címerére emlékeztető mező.